# Rajd Wielkiej Brytanii 1978
Rajd Wielkiej Brytanii 1978 (27. Lombard RAC Rally) – 27. Rajd Wielkiej Brytanii rozgrywany w Wielkiej Brytanii w dniach 19–23 listopada. Była to jedenasta runda Rajdowych Mistrzostw Świata producentów w roku 1978 oraz zarazem dziewiętnasta runda Rajdowych Mistrzostw Świata kierowców tzw. Pucharu FIA Kierowców. Rajd został rozegrany na nawierzchni szutrowej. Bazą rajdu było miasto Birmingham.

## Wyniki[1]
| Msc. | Kierowca        | Pilot                 | Samochód           | Czas    | Strata | Grupa | Pkt zespół | Pkt kierowca |
| ---- | --------------- | --------------------- | ------------------ | ------- | ------ | ----- | ---------- | ------------ |
| 1    | Hannu Mikkola   | Arne Hertz            | Ford Escort RS1800 | 8:47,23 | 0,0    | 4     | 10+8       | 9            |
| 2.   | Björn Waldegård | Hans Thorszelius      | Ford Escort RS1800 | 8:52,41 | +5,18  | 4     |            | 6            |
| 3.   | Russell Brookes | Derek Tucker          | Ford Escort RS1800 | 8:58,55 | +11,32 | 4     |            | 4            |
| 4.   | Tony Pond       | Fred Gallagher        | Triumph TR7 V8     | 9:03,09 | +15,46 | 4     | 7+5        | 3            |
| 5.   | Anders Kulläng  | Bruno Berglund        | Opel Kadett GT/E   | 9:13,48 | +26,25 | 2     | 6+8        | 2            |
| 6.   | Walter Röhrl    | Christian Geistdörfer | Fiat 131 Abarth    | 9:17,47 | +30,24 | 4     | 5+4        | 1            |
| 7.   | John Taylor     | Phil Short            | Ford Escort RS1800 | 9:19,20 | +31,57 | 4     |            |              |
| 8.   | Andy Dawson     | Terry Harryman        | Datsun 160J        | 9:20,51 | +33,28 | 2     | 3+7        |              |
| 9.   | Henri Toivonen  | Juhani Korhonen       | Chrysler Sunbeam   | 9:27,23 | +40,00 | 2     | 2+6        |              |
| 10.  | Bror Danielsson | Bob de Jong           | Opel Kadett GT/E   | 9:31,52 | +44,29 | 2     |            |              |

## Punktacja

### Klasyfikacja producentów
| Lp. | Producent | Pkt.      |
| --- | --------- | --------- |
| 1   | Fiat      | 134 (143) |
| 2   | Opel      | 100 (110) |
| 2   | Ford      | 100       |
| 4   | Porsche   | 79        |
| 5   | Datsun    | 52        |

- Uwaga: Tabela obejmuje tylko pięć pierwszych miejsc.

### Klasyfikacja FIA Cup for Rally Drivers
| Lp. | Producent           | Pkt.    |
| --- | ------------------- | ------- |
| 1   | Markku Alén         | 52 (56) |
| 2   | Jean-Pierre Nicolas | 31      |
| 3   | Hannu Mikkola       | 30      |
| 4   | Michèle Mouton      | 14      |
| 5   | Walter Röhrl        | 13 (22) |
| 5   | Russell Brookes     | 13      |

- Uwaga: Tabela obejmuje tylko pięć pierwszych miejsc.